# Mino de Turrita
 (décembre 2024).
La mise en forme du texte ne suit pas les recommandations de Wikipédia : il faut le « wikifier ».
Les points d'amélioration suivants sont les cas les plus fréquents :
- Les titres sont pré-formatés par le logiciel. Ils ne sont ni en capitales, ni en gras.
- Le texte ne doit pas être écrit en capitales (les noms de famille non plus), ni en gras, ni en italique, ni en « petit »…
- Le gras n'est utilisé que pour surligner le titre de l'article dans l'introduction, une seule fois.
- L'italique est rarement utilisé : mots en langue étrangère, titres d'œuvres, noms de bateaux, etc.
- Les citations ne sont pas en italique mais en corps de texte normal. Elles sont entourées par des guillemets français : « et ».
- Les listes à puces sont à éviter, des paragraphes rédigés étant largement préférés. Les tableaux sont à réserver à la présentation de données structurées (résultats, etc.).
- Les appels de note de bas de page (petits chiffres en exposant, introduits par l'outil «  Source ») sont à placer entre la fin de phrase et le point final[comme ça].
- Les liens internes (vers d'autres articles de Wikipédia) sont à choisir avec parcimonie. Créez des liens vers des articles approfondissant le sujet. Les termes génériques sans rapport avec le sujet sont à éviter, ainsi que les répétitions de liens vers un même terme.
- Les liens externes sont à placer uniquement dans une section « Liens externes », à la fin de l'article. Ces liens sont à choisir avec parcimonie suivant les règles définies. Si un lien sert de source à l'article, son insertion dans le texte est à faire par les notes de bas de page.
- La présentation des références doit suivre les conventions bibliographiques. Il est recommandé d'utiliser les modèles {{Ouvrage}}, {{Chapitre}}, {{Article}}, {{Lien web}} et/ou {{Bibliographie}}. Le mode d'édition visuel peut mettre en forme automatiquement les références.
- Insérer une infobox (cadre d'informations à droite) n'est pas obligatoire pour parachever la mise en page.

Pour une aide détaillée, merci de consulter Aide:Wikification.
Si vous pensez que ces points ont été résolus, vous pouvez retirer ce bandeau et améliorer la mise en forme d'un autre article.
Mino da Turrita, aussi nommé Fra Jacopo ou Fra Mino, est un mosaïste italien du XIIIe siècle.

## Biographie
Mino da Turrita est un mosaïste toscan de l'ordre des frères mineurs actif dans la première moitié du treizième siècle, à une époque où l'art de la mosaïque est plus développé que l'art pictural dans la décoration des lieux de culte.
Mino[Qui ?] est cité non sans une certaine rudesse par Giorgio Vasari dans ses Vies au chapitre consacré à Andrea Tafi. Il est considéré comme l'artiste qui a surpassé l'art grossier des Cosmati et celui des incrustateurs grecs qui décorèrent la Basilique Saint-Marc de Venise. Son dessin est considéré comme plus naturel et plus raffiné que celui de ses prédécesseurs.
Dès l'année 1225, il œuvre à La Tribune du baptistère Saint-Jean de Florence où il est surnommé le prince des mosaïstes vivants. Réputation qui ne fit que croitre jusqu'à Rome où il travailla au chœur de la Basilique Sainte-Marie-Majeure et à la chapelle du maître-autel de San-Giovanni-Laterano.
Il se rendit ensuite à Pise où il réalisa, dans la grande tribune de la Cathédrale Notre-Dame-de-l'Assomption, en compagnie d’Andrea Tafi et de Gaddo Gaddi, les figures des Évangélistes ainsi que d’autres mosaïques qu’il laissa, aux dires de Vasari, presque toutes inachevées, et qui furent plus tard achevées par l'élève de Gaddi, le mosaïste et également peintre, Vicino.